# Beisen
Beisen ist eine Hofschaft in Halver im Märkischen Kreis im Regierungsbezirk Arnsberg in Nordrhein-Westfalen (Deutschland).

## Lage und Beschreibung
Beisen liegt auf 341 Meter über Normalnull nordwestlich des Halveraner Hauptortes am Löhbach, ein Zufluss der Ennepe. Der Ort ist über Nebenstraßen erreichbar, die von der Bundesstraße 229 oder der Landesstraße 528 abzweigen und weitere Nachbarorte anbinden. Diese sind das nahe Beiserohl, Brenscheid, Löhrmühle, Eversberge und Auf den Kuhlen. Nördlich steigt das Gelände zu dem 401 Meter hohen Brenscheider Berg an.

## Geschichte
Beisen wurde erstmals 1410 urkundlich erwähnt, die Entstehungszeit der Siedlung wird aber für den Zeitraum zwischen 1200 und 1300 am Ende der mittelalterlichen Rodungsperiode vermutet. Beisen gehörte zur Hofschaft Stieneichhofen.
1818 lebten zehn Einwohner im Ort. Laut der Ortschafts- und Entfernungs-Tabelle des Regierungs-Bezirks Arnsberg wurde Beisen als Hof kategorisiert und besaß 1838 eine Einwohnerzahl von 29, allesamt evangelischen Glaubens. Der Ort gehörte zu dieser Zeit der Eickhöfer Bauerschaft innerhalb der Bürgermeisterei Halver an und besaß vier Wohnhäuser und ein landwirtschaftliches Gebäude.
Das Gemeindelexikon für die Provinz Westfalen von 1887 gibt eine Zahl von 14 Einwohnern an, die in zwei Wohnhäusern lebten.